# Bryopsidaceae
Bryopsidaceae é uma família de algas verdes pertencente à ordem Bryopsidales. Anteriormente encontravam-se na classe Bryopsidophyceae, porém foram realocadas para a classe Ulvophyceae

## Géneros
Segundo ITIS:
- Bryopsis J. V. F. Lamouroux, 1809
- Pseudobryopsis
- Trichosolen

Segundo WRMS:
- Blastophysa
- Bryopsidella
- Bryopsis
- Lambia
- Pseudobryopsis
- Pseudoderbesia
- Trichosolen